# سواروف (ناحیه اوهرسکه هرادیشتی)
سواروف (به چکی: Svárov) یک منطقهٔ مسکونی در جمهوری چک است که در ناحیه اوهرسکه هرادیشتی واقع شده‌است. سواروف ۱٫۹۱ کیلومتر مربع مساحت و ۲۵۰ نفر جمعیت دارد و ۲۹۰ متر بالاتر از سطح دریا واقع شده‌است.